# تورو تاکيمیتسو
تورو تاکيمیتسو (باليابانية: 武満徹) (8 أكتوبر 1930 – 20 فبراير 1996) هو ملحن، وتربوي، ومؤلف موسيقى تصويرية، وكاتب، وعازف الغيتار الكلاسيكي ياباني، ولد في طوكيو، يستخدم آلات بيانو، توفي في طوكيو، عن عمر يناهز 66 عاماً ، بسبب سرطان المثانة.

## التعليم
تعلم في جامعة طوكيو للفنون
.

## جوائز
حصل على جوائز منها:
- جائزة غراويماير للتأليف الموسيقي  [لغات أخرى]‏ في 1994
- نيشان الفنون والآداب من رتبة فارس في 1985[13][14]
- جائزة غلين غولد  [لغات أخرى]‏
- Otaka prize [الإنجليزية]‏

## وصلات خارجية
- تورو تاکيمیتسو في قاعدة بيانات الأفلام على الإنترنت
- تورو تاکيمیتسو  على موقع أول موفي